# Susana Correché
Susana Correché de Novick (General Pico, 31 de enero de 1915-Buenos Aires, 24 de abril de 1985) fue una maestra, abogada y política argentina del Partido Peronista Femenino, que se desempeñó como senadora nacional por la provincia Eva Perón (actual La Pampa) entre 1953 y 1955.

## Biografía
Nació en 1915 en General Pico, en el entonces Territorio Nacional de la Pampa. Era maestra y abogada, trabajando como asesora del gremio de salineros. Colaboró con su esposo, el médico Pedro Novick, en el hospital de la localidad pampeana de Doblas.
Adhirió al peronismo e integró el Partido Peronista Femenino. Fue censista del partido y, en 1952, convencional constituyente de la nueva provincia de La Pampa, cuando participó en la petición de nombrar la provincia como «provincia Eva Perón».
Al año siguiente se convirtió en la primera senadora nacional por la nueva provincia, junto con Juan Antonio Ferrari. Integró las comisiones de Asuntos Constitucionales y de Comercio.
No pudo terminar su mandato en el Senado, que se extendía hasta 1958, por el golpe de Estado de septiembre de 1955. La dictadura de la Revolución Libertadora la mantuvo detenida desde 1955 hasta 1958, junto con otras legisladoras peronistas.